# Les Piards
Les Piards korábbi község (település) Franciaországban, Jura megyében. 2019. január 1-jén Nanchez új községgel egyesült és annak része lett.
Lakosainak száma 182 fő (2018. január 1.). Les Piards Prénovel, Châtel-de-Joux, Les Crozets, Étival és Leschères községekkel határos.

## Népesség
A település népességének változása:
| Lakosok száma | 141  | 132  | 135  | 176  | 179  | 177  | 160  | 167  | 173  | 182  |
|               | 1968 | 1975 | 1982 | 1999 | 2006 | 2011 | 2013 | 2016 | 2017 | 2018 |